# Koniá
Pour le poisson, voir Konia.
Koniá (grec moderne : Κονιά) est un village chypriote situé dans le district de Paphos et comptant de plus de 2 209 habitants.